# Liste des monuments historiques de Stabroek
Cette page regroupe l'ensemble des monuments classés de la ville belge de Stabroek.
| Objet                                                                   | Statut du classement? | Année de construction/architecte | Section communale | Adresse               | Coordonnées                      | Numéro d'inventaire | Illustration |
| ----------------------------------------------------------------------- | --------------------- | -------------------------------- | ----------------- | --------------------- | -------------------------------- | ------------------- | ------------ |
| (nl) Arbeiderswoningen                                                  |                       |                                  | Stabroek          | Brouwersstraat 31     | 51° 19′ 48″ nord, 4° 22′ 02″ est | 14179               | Téléverser   |
| (nl) Arbeiderswoningen                                                  |                       |                                  | Stabroek          | Brouwersstraat 33     | 51° 19′ 48″ nord, 4° 22′ 02″ est | 14179               | Téléverser   |
| (nl) Arbeiderswoningen                                                  |                       |                                  | Stabroek          | Brouwersstraat 35     | 51° 19′ 48″ nord, 4° 22′ 02″ est | 14179               | Téléverser   |
| (nl) Arbeiderswoningen                                                  |                       |                                  | Stabroek          | Brouwersstraat 37     | 51° 19′ 48″ nord, 4° 22′ 02″ est | 14179               | Téléverser   |
| (nl) Woning                                                             |                       |                                  | Stabroek          | Danckerse Weg 1       | 51° 20′ 24″ nord, 4° 22′ 53″ est | 14181               | Téléverser   |
| (nl) Dubbelhuis                                                         |                       |                                  | Stabroek          | Dorpsstraat 19        | 51° 19′ 54″ nord, 4° 21′ 49″ est | 14182               | Téléverser   |
| (nl) Dubbelhuis                                                         |                       |                                  | Stabroek          | Dorpsstraat 31        | 51° 19′ 55″ nord, 4° 21′ 51″ est | 14183               | Téléverser   |
| (nl) Rijhuis dubbelhuistype                                             |                       |                                  | Stabroek          | Dorpsstraat 52        | 51° 19′ 55″ nord, 4° 21′ 57″ est | 14184               | Téléverser   |
| (nl) Hoekhuis                                                           |                       |                                  | Stabroek          | Dorpsstraat 56        | 51° 19′ 56″ nord, 4° 21′ 58″ est | 14185               | Téléverser   |
| (nl) De Groene Zwaan, hoeve                                             |                       |                                  | Stabroek          | Dorpsstraat 58        | 51° 19′ 56″ nord, 4° 21′ 59″ est | 14186               | Téléverser   |
| (nl) School                                                             |                       |                                  | Stabroek          | Dorpsstraat 61        | 51° 20′ 01″ nord, 4° 21′ 56″ est | 14187               | Téléverser   |
| (nl) Hoeve                                                              |                       |                                  | Stabroek          | Dorpsstraat 81        | 51° 20′ 02″ nord, 4° 22′ 05″ est | 14190               | Téléverser   |
| (nl) Gemeentehuis, herenhuis ca. 1900                                   |                       |                                  | Stabroek          | Dorpsstraat 99        | 51° 20′ 05″ nord, 4° 22′ 09″ est | 14191               | Téléverser   |
| (nl) Hoeve                                                              |                       |                                  | Stabroek          | Dorpsstraat 101       | 51° 20′ 06″ nord, 4° 22′ 12″ est | 14192               | Téléverser   |
| (nl) Hoeve                                                              |                       |                                  | Stabroek          | Dorpsstraat 103       | 51° 20′ 06″ nord, 4° 22′ 12″ est | 14192               | Téléverser   |
| (nl) Dubbelhuis                                                         |                       |                                  | Stabroek          | Dorpsstraat 105       | 51° 20′ 05″ nord, 4° 22′ 15″ est | 14193               | Téléverser   |
| (nl) Arbeiderswoningen                                                  |                       |                                  | Stabroek          | Dorpsstraat 107       | 51° 20′ 05″ nord, 4° 22′ 16″ est | 14194               | Téléverser   |
| (nl) Arbeiderswoningen                                                  |                       |                                  | Stabroek          | Dorpsstraat 109       | 51° 20′ 05″ nord, 4° 22′ 16″ est | 14194               | Téléverser   |
| (nl) Arbeiderswoningen                                                  |                       |                                  | Stabroek          | Dorpsstraat 111       | 51° 20′ 05″ nord, 4° 22′ 16″ est | 14194               | Téléverser   |
| (nl) Hoevegebouw                                                        |                       |                                  | Stabroek          | Dorpsstraat 117       | 51° 20′ 06″ nord, 4° 22′ 17″ est | 14195               | Téléverser   |
| (nl) Villa                                                              |                       |                                  | Stabroek          | Dorpsstraat 125       | 51° 20′ 08″ nord, 4° 22′ 17″ est | 14196               | Téléverser   |
| (nl) Hoeve XIX                                                          |                       |                                  | Stabroek          | Dorpsstraat 129       | 51° 20′ 08″ nord, 4° 22′ 20″ est | 14197               | Téléverser   |
| (nl) Woningen                                                           |                       |                                  | Stabroek          | Familiestraat 3       | 51° 20′ 03″ nord, 4° 22′ 24″ est | 14198               | Téléverser   |
| (nl) Woningen                                                           |                       |                                  | Stabroek          | Familiestraat 5       | 51° 20′ 03″ nord, 4° 22′ 24″ est | 14198               | Téléverser   |
| (nl) Woning ca. 1920                                                    |                       |                                  | Stabroek          | Geelvinckstraat 8     | 51° 19′ 59″ nord, 4° 22′ 12″ est | 14199               | Téléverser   |
| (nl) Dubbelhuis                                                         |                       |                                  | Stabroek          | Grote Molenweg 2      | 51° 20′ 05″ nord, 4° 22′ 25″ est | 14200               | Téléverser   |
| (nl) Woonstalhuisje                                                     |                       |                                  | Stabroek          | Heuvels 67            | 51° 20′ 05″ nord, 4° 23′ 33″ est | 14201               | Téléverser   |
| (nl) Hoeve                                                              |                       |                                  | Stabroek          | Hoogeind 14           | 51° 20′ 09″ nord, 4° 22′ 31″ est | 14202               | Téléverser   |
| (nl) Herenhuis dubbelhuistype XX                                        |                       |                                  | Stabroek          | Hoogeind 33           | 51° 20′ 12″ nord, 4° 22′ 32″ est | 14203               | Téléverser   |
| (nl) Lassonhof of Huis van Stabroeck, Het Hof                           |                       |                                  | Stabroek          | Hoogeind 43           | 51° 20′ 15″ nord, 4° 22′ 37″ est | 14204               | Téléverser   |
| (nl) Hoeve                                                              |                       |                                  | Stabroek          | Hoogeind 66           | 51° 20′ 19″ nord, 4° 22′ 53″ est | 14205               | Téléverser   |
| (nl) Arbeiderswoningen                                                  |                       |                                  | Stabroek          | Hoogeind 74           | 51° 20′ 22″ nord, 4° 22′ 57″ est | 14206               | Téléverser   |
| (nl) Arbeiderswoningen                                                  |                       |                                  | Stabroek          | Hoogeind 80           | 51° 20′ 22″ nord, 4° 22′ 57″ est | 14206               | Téléverser   |
| (nl) Woning, thans cafe                                                 |                       |                                  | Stabroek          | Hoogeind 85           | 51° 20′ 23″ nord, 4° 22′ 54″ est | 14207               | Téléverser   |
| (nl) Danckershoeve                                                      |                       |                                  | Stabroek          | Hoogeind 87           | 51° 20′ 24″ nord, 4° 22′ 55″ est | 14208               | Téléverser   |
| (nl) Schans Smoutakker                                                  | Oui                   |                                  | Stabroek          | Hoogeind              | 51° 20′ 38″ nord, 4° 23′ 18″ est | 14209               | Téléverser   |
| (nl) Glashoeve, woonstalhuis                                            |                       |                                  | Stabroek          | Hoogeind 130          | 51° 20′ 27″ nord, 4° 23′ 15″ est | 14210               | Téléverser   |
| (nl) Kerkpoort, 1769                                                    |                       |                                  | Stabroek          | Kasteeldreef          | 51° 21′ 11″ nord, 4° 23′ 42″ est | 14211               | Téléverser   |
| (nl) Kasteel Ravenhof of Moretushof, Crayenhof, Steenlant, Assumptiehof | Oui                   |                                  | Stabroek          | Oud Broek 2           | 51° 21′ 12″ nord, 4° 23′ 11″ est | 14212               | Téléverser   |
| (nl) Parochiekerk Sint-Catharina                                        | Oui                   |                                  | Stabroek          | Kerkendam             | 51° 19′ 53″ nord, 4° 21′ 56″ est | 14213               | Téléverser   |
| (nl) Pastorie, dubbelhuis                                               |                       |                                  | Stabroek          | Kerkepad 9            | 51° 19′ 54″ nord, 4° 21′ 58″ est | 14214               | Téléverser   |
| (nl) Rijhuis, kapperszaak                                               |                       |                                  | Stabroek          | Kleine Molenweg 26    | 51° 19′ 50″ nord, 4° 22′ 03″ est | 14216               | Téléverser   |
| (nl) Arbeiderswoningen                                                  |                       |                                  | Stabroek          | Kleine Molenweg 74    | 51° 19′ 47″ nord, 4° 22′ 07″ est | 14217               | Téléverser   |
| (nl) Arbeiderswoningen                                                  |                       |                                  | Stabroek          | Kleine Molenweg 76    | 51° 19′ 47″ nord, 4° 22′ 07″ est | 14217               | Téléverser   |
| (nl) Dubbelhuisje                                                       |                       |                                  | Stabroek          | Kleine Molenweg 96    | 51° 19′ 45″ nord, 4° 22′ 10″ est | 14219               | Téléverser   |
| (nl) Arbeiderswoning                                                    |                       |                                  | Stabroek          | Kleine Molenweg 100   | 51° 19′ 44″ nord, 4° 22′ 10″ est | 14220               | Téléverser   |
| (nl) Arbeiderswoningen                                                  |                       |                                  | Stabroek          | Kleine Molenweg 130   | 51° 19′ 40″ nord, 4° 22′ 14″ est | 14221               | Téléverser   |
| (nl) Arbeiderswoningen                                                  |                       |                                  | Stabroek          | Kleine Molenweg 132   | 51° 19′ 40″ nord, 4° 22′ 14″ est | 14221               | Téléverser   |
| (nl) Conservenfabriek Picolo                                            |                       |                                  | Stabroek          | Laageind 1            | 51° 19′ 45″ nord, 4° 21′ 51″ est | 14222               | Téléverser   |
| (nl) Conservenfabriek Picolo                                            |                       |                                  | Stabroek          | Laageind 3            | 51° 19′ 45″ nord, 4° 21′ 51″ est | 14222               | Téléverser   |
| (nl) Dorpswoningen                                                      |                       |                                  | Stabroek          | Laageind 20           | 51° 19′ 51″ nord, 4° 21′ 41″ est | 14223               | Téléverser   |
| (nl) Hoeve                                                              |                       |                                  | Stabroek          | Laageind 37           | 51° 19′ 44″ nord, 4° 21′ 33″ est | 14224               | Téléverser   |
| (nl) Mouterij Dingemans N.V., hoeve                                     |                       |                                  | Stabroek          | Laageind 43           | 51° 19′ 36″ nord, 4° 21′ 41″ est | 14226               | Téléverser   |
| (nl) Hoeve                                                              |                       |                                  | Stabroek          | Laageind 53           | 51° 19′ 41″ nord, 4° 21′ 28″ est | 14227               | Téléverser   |
| (nl) Eclectisch landhuis                                                |                       |                                  | Stabroek          | Laageind 55           | 51° 19′ 41″ nord, 4° 21′ 26″ est | 14228               | Téléverser   |
| (nl) Eclectisch landhuis                                                |                       |                                  | Stabroek          | Laageind 57           | 51° 19′ 41″ nord, 4° 21′ 26″ est | 14228               | Téléverser   |
| (nl) Godshuis aalmoezenier Cuypers                                      |                       |                                  | Stabroek          | Laageind z.nr.        | 51° 19′ 46″ nord, 4° 21′ 28″ est | 14229               | Téléverser   |
| (nl) Hoeve                                                              |                       |                                  | Stabroek          | Laageind 65           | 51° 19′ 39″ nord, 4° 21′ 23″ est | 14230               | Téléverser   |
| (nl) Woningen                                                           |                       |                                  | Stabroek          | Laageind 69           | 51° 19′ 39″ nord, 4° 21′ 20″ est | 14231               | Téléverser   |
| (nl) Woonstalhuis                                                       |                       |                                  | Stabroek          | Laageind 104          | 51° 19′ 43″ nord, 4° 21′ 19″ est | 14232               | Téléverser   |
| (nl) Molenhuis                                                          |                       |                                  | Stabroek          | Nieuwstraat 10        | 51° 19′ 49″ nord, 4° 22′ 10″ est | 14233               | Téléverser   |
| (nl) Hoeve                                                              |                       |                                  | Stabroek          | Oud Broek 12          | 51° 21′ 12″ nord, 4° 22′ 30″ est | 14234               | Téléverser   |
| (nl) Hoeve                                                              |                       |                                  | Stabroek          | Oud Broek 30          | 51° 20′ 54″ nord, 4° 21′ 35″ est | 14235               | Téléverser   |
| (nl) Dubbelhuis                                                         |                       |                                  | Stabroek          | Puttestraat 55        | 51° 21′ 14″ nord, 4° 23′ 46″ est | 14236               | Téléverser   |
| (nl) Hoeve                                                              |                       |                                  | Stabroek          | 's Hertogendijk 3     | 51° 19′ 24″ nord, 4° 22′ 30″ est | 14237               | Téléverser   |
| (nl) Arbeiderswoningen                                                  |                       |                                  | Stabroek          | Smoutakker 18         | 51° 19′ 56″ nord, 4° 22′ 03″ est | 14238               | Téléverser   |
| (nl) Arbeiderswoningen                                                  |                       |                                  | Stabroek          | Smoutakker 20         | 51° 19′ 56″ nord, 4° 22′ 03″ est | 14238               | Téléverser   |
| (nl) Arbeiderswoningen                                                  |                       |                                  | Stabroek          | Smoutakker 22         | 51° 19′ 56″ nord, 4° 22′ 03″ est | 14238               | Téléverser   |
| (nl) Arbeiderswoningen                                                  |                       |                                  | Stabroek          | Smoutakker 24         | 51° 19′ 56″ nord, 4° 22′ 03″ est | 14238               | Téléverser   |
| (nl) Parochiekerk Onze-Lieve-Vrouw Geboorte                             |                       |                                  | Stabroek          | Frans Oomsplein z.nr. | 51° 18′ 25″ nord, 4° 24′ 17″ est | 14241               | Téléverser   |
| (nl) Arbeiderswoning                                                    |                       |                                  | Hoevenen          | Hooghuisstraat 9      | 51° 18′ 27″ nord, 4° 24′ 18″ est | 14242               | Téléverser   |
| (nl) Parochiekerk Onze-Lieve-Vrouw Geboorte                             | Oui                   |                                  | Hoevenen          | Kerkstraat 81         | 51° 18′ 10″ nord, 4° 23′ 44″ est | 14243               | Téléverser   |
| (nl) Dorpswoning                                                        |                       |                                  | Hoevenen          | Kerkstraat 15         | 51° 18′ 20″ nord, 4° 24′ 17″ est | 14244               | Téléverser   |
| (nl) Gemeentehuis, dubbelhuistype                                       |                       |                                  | Hoevenen          | Kerkstraat 35         | 51° 18′ 20″ nord, 4° 24′ 12″ est | 14247               | Téléverser   |
| (nl) Arbeiderswoningen                                                  |                       |                                  | Hoevenen          | Kerkstraat 42         | 51° 18′ 20″ nord, 4° 24′ 08″ est | 14248               | Téléverser   |
| (nl) Arbeiderswoningen                                                  |                       |                                  | Hoevenen          | Kerkstraat 44         | 51° 18′ 20″ nord, 4° 24′ 08″ est | 14248               | Téléverser   |
| (nl) Woonstalhuis                                                       |                       |                                  | Hoevenen          | Kerkstraat 76         | 51° 18′ 18″ nord, 4° 23′ 59″ est | 14252               | Téléverser   |
| (nl) Hoeve Pauwels of Thuys ter heeren, hoeve                           |                       |                                  | Hoevenen          | Kerkstraat 123        | 51° 18′ 10″ nord, 4° 23′ 48″ est | 14253               | Téléverser   |
| (nl) Pastorie, dubbelhuis                                               |                       |                                  | Hoevenen          | Kerkstraat 110        | 51° 18′ 15″ nord, 4° 23′ 51″ est | 14255               | Téléverser   |
| (nl) Stampehoeve                                                        |                       |                                  | Hoevenen          | Pauwelsdreef 11       | 51° 18′ 20″ nord, 4° 23′ 51″ est | 14258               | Téléverser   |
| (nl) Fort van Stabroek                                                  | Oui                   |                                  | Stabroek          | Abtsdreef z.nr.       | 51° 20′ 33″ nord, 4° 21′ 10″ est | 84250               | Téléverser   |
| (nl) U-Vormige hoeve                                                    |                       |                                  | Hoevenen          | Sint Jacobstraat 3    | 51° 19′ 19″ nord, 4° 22′ 29″ est | 84251               | Téléverser   |
| (nl) Woonstalhuis                                                       |                       |                                  | Hoevenen          | Sint Jacobstraat 4    | 51° 18′ 57″ nord, 4° 21′ 50″ est | 84252               | Téléverser   |